# Mancetter
Mancetter är en ort och civil parish i Storbritannien.   Den ligger i grevskapet Warwickshire och riksdelen England, i den södra delen av landet, 150 km nordväst om huvudstaden London. Mancetter ligger 82 meter över havet och antalet invånare är 2 449.
Terrängen runt Mancetter är platt. Runt Mancetter är det tätbefolkat, med 442 invånare per kvadratkilometer. Närmaste större samhälle är Coventry, 18,2 km söder om Mancetter. Trakten runt Mancetter består till största delen av jordbruksmark.